# Syrrhopodon viguieri
Syrrhopodon viguieri là một loài rêu trong họ Calymperaceae. Loài này được Thér. mô tả khoa học đầu tiên năm 1924.